# Ermitaño Pelayo
Pelayo (o Paio o Pelagio) es el nombre del ermitaño que, en el año 813, vivía en un lugar conocido por el nombre de Solovio, en el bosque Libredón, exactamente donde hoy está la iglesia de San Félix de Solovio en la ciudad de Santiago de Compostela. Este ermitaño observó durante varias noches consecutivas unos resplandores misteriosos sobre un montículo del bosque, como si fueran lluvia de estrellas.
Pelayo, altamente impresionado por las luminarias, decidió presentarse ante el obispo Teodomiro (que por aquel entonces era obispo de la sede de Iria Flavia, actual Padrón) para comunicarle los hechos. El obispo reunió un pequeño séquito y se dirigió al lugar donde pudo contemplar él mismo el fenómeno. Allí, entre la densa vegetación, fue donde encontraron un sepulcro de piedra en el que reposaban tres cuerpos que serían identificados como el Apóstol Santiago y sus dos discípulos, Teodoro y Atanasio.
El obispo reconoció este hecho como un milagro e informó al rey Alfonso II de Asturias, quién ordenó la construcción de una capilla en el lugar, que se convirtió gradualmente en un importante lugar de peregrinaje. Esta capilla fue seguida por una primera iglesia el año 829 y posteriormente por una iglesia prerrománica en 899, construida por orden del rey Alfonso III, y finalmente se inició en 1075 -bajo el reinado de Alfonso VI- la construcción de la Catedral de Santiago de Compostela.